# 加芙列拉·阿吉雷
加芙列拉·阿吉雷（西班牙語：Gabriela Aguirre，1986年2月19日—），阿根廷女子曲棍球运动员。她曾代表阿根廷参加2007年泛美运动会曲棍球比赛，获得一枚金牌。她也曾出战2016年夏季奥运会。